# Expérience de Hertz
 (janvier 2021).
Si vous disposez d'ouvrages ou d'articles de référence ou si vous connaissez des sites web de qualité traitant du thème abordé ici, merci de compléter l'article en donnant les références utiles à sa vérifiabilité et en les liant à la section « Notes et références ».

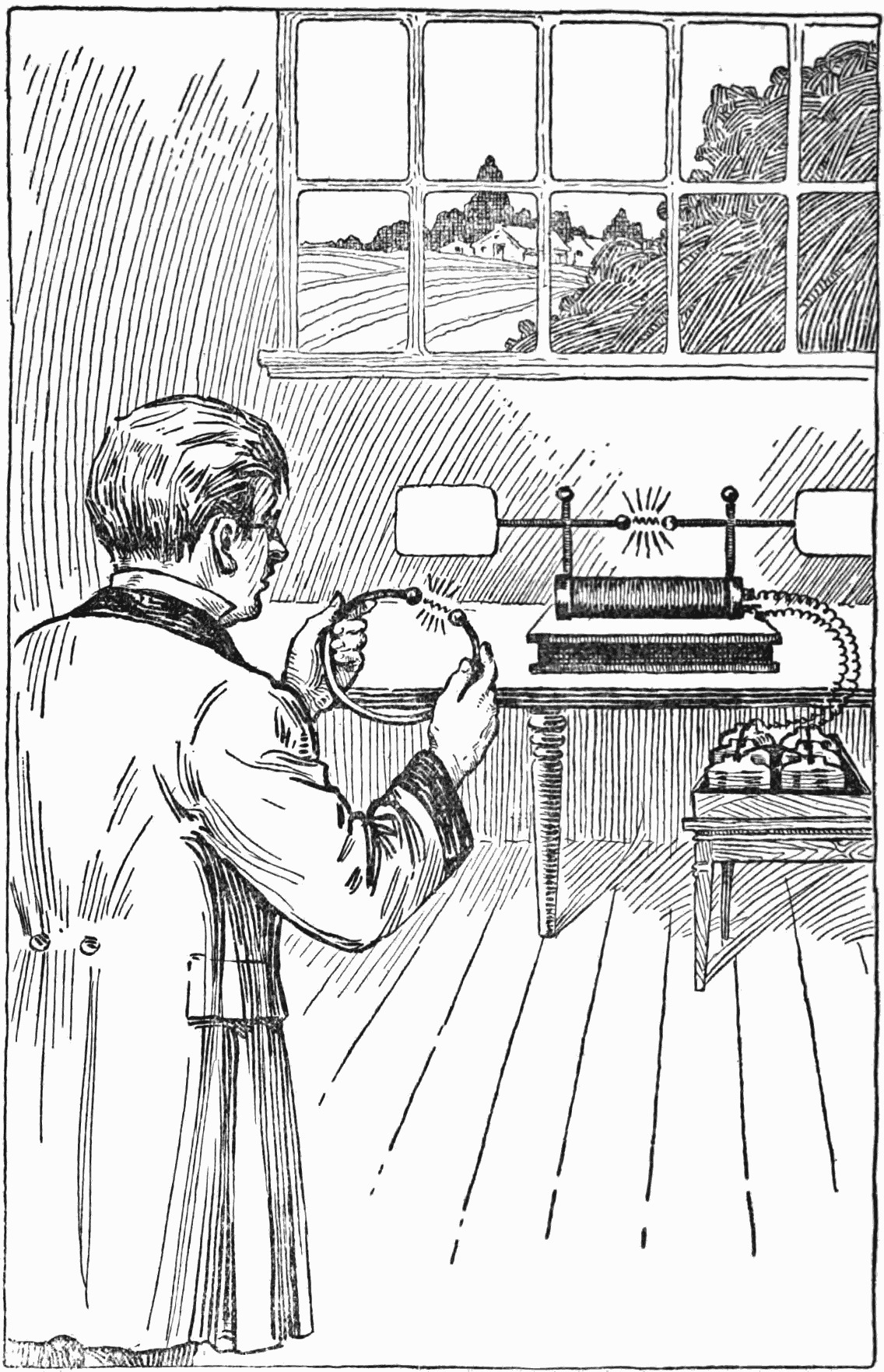
Heinrich Hertz découvrant les ondes radio en 1886.

L'expérience de Hertz fut conduite de 1886 à 1888 par le physicien allemand Heinrich Rudolf Hertz et mit en évidence les ondes électromagnétiques prédites par James Clerk Maxwell dans la décennie précédente.  Elle permit de confirmer la théorie de l'électromagnétisme de Maxwell (Équations de Maxwell publiées en 1873). 

## Contexte
Heinrich Hertz (1857-1894), poussé par son père à devenir ingénieur, décide vers 1877 de se consacrer aux sciences de la nature. 
Il devient l'élève de Hermann von Helmholtz, puis professeur à l'école technique supérieure de Karlsruhe. 
Dix ans plus tard, il vérifie la théorie de Maxwell qui à l'opposé des théories de Neumann, Weber et Fechener, dites « des potentiels » introduit la notion de « champs ».
Il étudie inlassablement la propagation des ondes électromagnétiques, qui font passer l'énergie d'un circuit à un autre sans l'aide d'un fil conducteur.  
Il invente et construit un oscillateur (dit oscillateur de Hertz) ou « excitateur » qui lui permet de travailler sur de très hautes fréquences. 
Il meurt à 37 ans et laisse ses "principes de mécanique" qui développent le principe fondamental de la moindre action.  

## Description
L'émetteur utilisé est un émetteur à étincelles constitué d'un circuit LC oscillant au-delà de la limite de claquage et produisant une série d'arcs électriques ; l'oscillateur comprend deux sphères de cuivre, d'environ 30 cm de diamètre, reliées par un conducteur rectiligne d'environ 3 m, coupé en son milieu par un éclateur constitué de deux petites sphères dont la distance peut être réglée. Les sphères sont reliées à une bobine de Ruhmkorff de forte puissance et l'ensemble est isolé de la terre. 
Les charges s'accumulent dans les grandes sphères jusqu'au moment où l'étincelle éclate entre les petites sphères de l'éclateur.
Le récepteur est constitué d'une boucle dont les extrémités sont séparées par un petit interstice. L'émission d'ondes électromagnétiques (dans le domaine radio) induit un courant électrique dans la boucle réceptrice qui se traduit par des arcs électriques. La polarisation de l'onde électromagnétique est mise en évidence par l'absence d'étincelle dans la boucle réceptrice lorsque celle-ci est perpendiculaire au condensateur de l'émetteur,.
Hertz remarque que la fréquence des oscillations des étincelles de l'éclateur (plusieurs millions par seconde) est indépendante de la fréquence de la bobine (quelques milliers par seconde). Ces courants alternatifs de haute fréquence induisent des courants dans un conducteur voisin, le "résonateur", produisant de petites étincelles dans l'éclateur dont il est pourvu. L'excitateur et le résonateur sont les modèles primitifs d'un émetteur et d'un récepteur de radio. 
Il montre que les ondes électromagnétiques produites avec son oscillateur ont les mêmes propriétés que la lumière : réflexion et réfraction, interférences, polarisation et diffraction.

## Conséquences
Heinrich Hertz ne vit pas l'application de son dispositif et de sa découverte qui allaient permettre la radiophonie puis les télécommunications au XXe siècle. Il se contenta de noter que « cela n'a aucune espèce d'application. C'est juste une expérience qui permet de prouver que le maître Maxwell avait raison — nous avons simplement ces ondes électromagnétiques mystérieuses que nous ne pouvons voir à l'œil nu. Mais elles sont là. ». 
En l'honneur de Heinrich Hertz, les ondes radio sont nommées « hertziennes ».